# Prospect Park (metropolitana di New York)
Prospect Park è una stazione della metropolitana di New York, situata sulle linee BMT Brighton e BMT Franklin Avenue. Nel 2014 è stata utilizzata da 3 312 727 passeggeri.
È servita dalle linee B Sixth Avenue Express, attiva solo nei gironi feriali fino alle 23:00,, Q Broadway Express, sempre attiva, e dalla navetta S Franklin Avenue Shuttle, sempre attiva.